# Charlotte Froese Fischer
Pour les articles homonymes, voir Fischer.
Charlotte Froese Fischer, née au village de Pravdivka, Ukraine le 21 septembre 1929 et morte le 8 février 2024, est une physicienne canado-américaine. Elle est reconnue pour le développement et l'implémentation du champ multi-configurationnel auto-cohérent sur les calculs de la structure atomique et pour la prédiction de l'existence de l'ion négatif du calcium.
Pour cette dernière, elle est élue Fellow de l'American Physical Society en 1990.
C'est la dernière étudiante au doctorat Ph. D de Douglas Hartree.

## Jeunesse
D'ascendance mennonite, Charlotte Froese est née le 21 septembre 1929 dans le village de Pravdivka (anciennement Nikolayevka), dans la région de Donetsk, en Ukraine (qui faisait alors partie de l'URSS). Ses parents ont émigré en Allemagne en 1929, profitant du dernier train ayant la permission de traverser la frontière avant sa fermeture par les autorités soviétiques. Après quelques mois dans un camp de réfugiés, sa famille est autorisée à immigrer au Canada, où ils s'établissent à Chilliwack, en Colombie-Britannique.

## Études et recherches
Elle obtient son baccalauréat avec honneur en Mathématiques et Chimie et sa maîtrise en Mathématiques appliquées à l'Université de Colombie-Britannique en 1952 et 1954 respectivement. Elle obtient ensuite son doctorat en Mathématiques appliquées et Informatique à l'Université de Cambridge en 1957. Elle a travaillé sous la supervision de Douglas Hartree qu'elle a assisté dans la programmation de l'Electronic Delay Storage Automatic Calculator (EDSAC) pour les calculs de structures atomiques.
Elle travaille à la faculté de mathématique de l'Université de Colombie-Britannique de 1957 à 1968, où elle introduit l'analyse numérique et des cours d'informatique dans le programme et où elle a joué un rôle déterminant dans la création du département d'informatique.
Charlotte Froese Fischer passe aussi les années 1963-64 à l'Observatoire de l'université Harvard où elle approfondie sa recherche des calculs de structures atomiques. À l'Université Harvard, elle est la première femme scientifique à recevoir la Bourse Sloan. En 1990, elle reçoit le titre de Fellow de la Société américaine de physique (APS) pour sa contribution sur la découverte de l'ion négatif du calcium. En 1995, elle est élue membre de la Royal Physiographic Society à Lund (en). En 2004, elle devient une membre externe de l'Académie des sciences de Lituanie et en 2015, elle reçoit un doctorat honorifique en Technologies de l'Université de Malmö en Suède.

## Contributions
Elle est l'auteure de plus de 300 articles de recherches sur la théorie atomique computationnelle, plusieurs d'entre eux ont eu des impacts de grande portée dans le domaine des calculs de structures atomiques. La première version du programme MCHF, publiée dans le premier volume de Computer Physics Communications (en), a reçu deux  Citation Classics Awards en 1987. Une de ses plus grandes contributions dans le domaine est le calcul récent du spectre inférieur complet des séquences isoélectroniques de type béryllium ou argon, correspondant à la publication de données couvrant 400 pages de journaux et un total de plus de 150 ions.
Elle est actuellement professeure de recherche émérite en sciences informatique à l'Université Vanderbilt et une scientifique invitée au Laboratoire de Spectroscopie Atomique à l'NIST. Elle est la veuve de Patrick C. Fischer, lui-même scientifique informatique et professeur à Vanderbilt.

## Publications
- (en) Charlotte Froese Fischer, Douglas Rayner Hartree : His Life in Science and Computing, Singapore London, World Scientific, 2003, 224 p. (ISBN 978-981-279-501-4, OCLC 666958945, lire en ligne)
- Tomas Brage, per Jönsson, 1997, Computational atomic structure: an MCHF approach, édition illustrée, réimprimée de Institute of Physics Publ., 279 p.,  (ISBN 0-750-30466-9)
- 1977, The Hartree-Fock method for atoms: a numerical approach, Wiley-Interscience, édition illustrée, 308 p.,  (ISBN 0-471-25990-X)
- 1958, Report on the calculation of sound velocity in seawater, no 26 de Manuscript report series, Editor Pacific Oceanographic Group, 13 p.